# Kanton Lanmeur
Der Kanton Lanmeur war bis 2015 ein französischer Wahlkreis im Arrondissement Morlaix, im Département Finistère und in der Region Bretagne; sein Hauptort war Lanmeur.  

## Gemeinden
Der Kanton umfasste acht Gemeinden:
| Gemeinde            | Bretonisch       | Einwohner (2022) | Fläche (km²) | Code postal | Code Insee |
| ------------------- | ---------------- | ---------------- | ------------ | ----------- | ---------- |
| Garlan              | Garlann          | 1.063            | 13.34        | 29610       | 29059      |
| Guimaëc             | Gwimaeg          | 966              | 18.73        | 29620       | 29073      |
| Lanmeur             | Lanneur          | 2.367            | 26.47        | 29620       | 29113      |
| Locquirec           | Lokireg          | 1.543            | 5.96         | 29241       | 29133      |
| Plouégat-Guérand    | Plegad-Gwerann   | 1.058            | 17.29        | 29620       | 29182      |
| Plouezoc’h          | Plouezoc’h       | 1.640            | 15.83        | 29252       | 29186      |
| Plougasnou          | Plouganoù        | 3.035            | 33.94        | 29630       | 29188      |
| Saint-Jean-du-Doigt | Sant-Yann-ar-Biz | 683              | 19.81        | 29630       | 29251      |
| Kanton              | Lanneur          | 11.961           | 151.37       | -           | 2919       |

## Bevölkerungsentwicklung
| 1962   | 1968   | 1975   | 1982   | 1990   | 1999   | 2006   | 2012   |
| ------ | ------ | ------ | ------ | ------ | ------ | ------ | ------ |
| 11.011 | 10.679 | 10.602 | 11.095 | 11.732 | 11.615 | 11.883 | 11.961 |